# مارسيل كويبرس
مارسيل كويبرس هو مبارز بالسيف بلجيكي، (و. 1880  م).

## وصلات خارجية
- مارسيل كويبرس على موقع أوليمبيديا (الإنجليزية)